# Guldgrävarsången
Guldgrävarsången var ett av de stora numren i Lapp-Lisas repertoar. Melodin är med största säkerhet en gammal amerikansk folkvisa, som Fredrik Arvid Bloom skrev texten till. Bloom gav sig ut från Sverige som sjöman i slutet av 1800-talet och "försvann". Han förklarades obefintlig 1902 i Sverige, men just då studerade han vid ett prästseminarium i Chicago sedan han gått in i Frälsningsarmén. Bloom kom tillbaka till Sverige och arbetade som frikyrkopastor i Svenska Missionsförbundet och Svenska Baptistsamfundet de sista åren av sitt liv innan han dog 1927. Man vet inte om han själv i början av sin amerikatid såg guldgrävarlivet på nära håll och om han berättar om egna upplevelser i sin text.
Sången publicerades första gången i Amerika 1902 i svensk-amerikanska Stridsropet. Den kom till Sverige och gavs ut 1909 i Lewi Pethrus Segersånger. Sången finns inte publicerad i någon av samfunden i Sverige antagen psalmbok men har på senare år givits ut på skiva av bland andra Ulf Christiansson (skivalbumet Svenska folkets psalmer från 1999).

## Övrigt
Det svenska dansbandet Sven-Ingvars använde melodin till Guldgrävarsången då de sjöng Thore Skogmans text Min gitarr. Även Göingeflickorna använde melodin till sången Vår lyckodröm som de sjöng in och gav ut på skiva i september 1962.

### Fotnoter
1. ↑  ”Svensk mediedatabas”. http://smdb.kb.se/catalog/id/001543059. Läst 2 juni 2011.
2. ↑  ”Svensk mediedatabas”. http://smdb.kb.se/catalog/id/001456075. Läst 2 juni 2011.
3. ↑  ”Svensk mediedatabas”. http://smdb.kb.se/catalog/id/001885087. Läst 2 juni 2011.
4. ↑  ”Svensk mediedatabas”. http://smdb.kb.se/catalog/id/001446778. Läst 2 juni 2011.
5. ↑  ”Svensk mediedatabas”. http://smdb.kb.se/catalog/id/001545495. Läst 2 juni 2011.